# Дез-метал
Дез-метал, або дет-метал (англ. Death metal, від «death» — «смерть») — екстремальний різновид важкого металу, що сформувався з елементів треш-металу в кінці 1980-х на початку 1990-х років. Серед предтеч, що заклали основи напряму — гурти Hellhammer, Celtic Frost, Kreator та Possessed.

## Характеристика
Більшість представників дез-металу використовують гітари з дисторшн (переважно дві) на яких виконують як основну так і ритм-партії, бас-гітару (деколи також з дисторшн) та ударні. Окремі гурти (Septicflesh, Nocturnus, Amorphis) додають синтезатори та інші інструменти. Гітаристи застосовують сильну обробку ефектом дисторшн, техніку глушіння та тремоло, а барабанщики — швидкісні прийоми гри на бас-барабанах (інструменти з подвійною педаллю, бласт-біт). Загалом характерна атмосфера агресії і гранична брутальність. Темп варіється від більш м'якого (мелодичного дезу та дез/думу) до агресивнішого (брутал-дезу та дезграйнду).
Саме дез-металу, значною мірою, завдячує своєму поширенню ґроулінґ, котрий став радикальною антитезою фальцету і високому вокалу, що домінували у метал-мейнстримі в ті часи. Тексти пісень дез-металу мають різну тематика: ранні Death, Cannibal Corpse, Mortician, Necrophagia надихались фільмами жахів, основною тематикою в творчості Morbid Angel, Deicide, Vital Remains, ранні Hypocrisy був сатанізм та анти-релігійну та анти-християнську пропаганду. Шведи, як-то Entombed, Hypocrisy та Dismember, також переважно дотримувались окультної тематики. Виключення склали Unleashed в котрих домінувала скандинавська міфологія. Опісля 1990-х популярності також набули виконавці з Польщі, зокрема Decapitated, Hate та Behemoth.
Порівняно з попередниками в цій музиці була змінена характерна для трешу побудова соло та рифів, більш інтенсивно використовувалися бласт-біти, вокально переважив ґроулінг. У той же час напрямок відрізнявся від блеку помірнішою інтенсивністю бластів, відсутністю скримінгу, значно меншою присутністю чи узагалі відсутніми «атмосферними» клавішними тощо.
Остаточно «традиційний» стиль сформувався на початку 1990-х. Надалі, протягом 1990-х років, виокремилися додаткові субжанри, найбільш самодостатніми з яких стали «мелодійний», виникнення котрого пов'язують насамперед зі шведською сценою дез-металу, та «технічний».

## Подальший розвиток
Протягом 1990-х років дез-метал продовжував розвиватися в різних напрямках і породив багато піджанрів, серед них:
- блек дез-метал, дез зі стилістичним впливом блек-металу на вокал та гітарні рифи: Типові представники: Dissection, Behemoth, Zyklon.
- дез-дум, повільніший та меланхолійний піджанр дез-металу, створений під впливом класичного дум-металу. Типові представники: Asphyx, Disembowelment, My Dying Bride, Anathema та Paradise Lost.
- мелодійний дез-метал, поєднання дез-металу з рисами характерними для NWOBHM. Ця течія асоціюється з виконавцями зі Скандинавії. Представниками цього напрямку є такі гурти, як At the Gates, In Flames, Dark Tranquillity, Arch Enemy, Amon Amarth, Dark Lunacy, Children of Bodom тощо.
- технічний дез-метал (або прогресивний дез-метал) — напрямок, котрий відзначається складністю виконавчої побудови. Має динамічну структуру та непритаманні класичному дезу мелодії. Іноді додаються елементи прогроку чи класичної музики. Типові представники: Decapitated, Gorguts, Necrophagist, Spawn Of Possession, Cynic, Atheist, Theory in Practice, Cryptopsy, Nile та окремі музичні праці Morbid Angel та Death.[джерело?]

## Регіональні сцени

### Європа
- Велика Британія: гурти Carcass, Napalm Death, Bolt Thrower, Unseen Terror, Defecation та інші внесли величезний внесок в екстремальний напрямок розвитку дезграйнду, а також стали родоначальниками грайндкору.
- Швеція[2][3]: наприкінці 1980-х з'явилося багато дез-метал гуртів, таких як Nihilist, Entombed, Grave, Carnage, Dismember та Unleashed. На початку 1990-х шведський Гетеборг став центром розвитку мелодійного дез-металу, з такими гуртами як наприклад Dark Tranquillity, At the Gates, In Flames та The Haunted.
- Фінляндія: коллективи початку 90-х грали в більшості класичний дез-метал (Abhorrence, Demigod, Demilich, Adramelech, Convulse, Purtenance, ранні Amorphis та Sentenced), з кінця 90-х домінує мелодичний дез та дез/дум (Children of Bodom, Eternal Tears of Sorrow, Kalmah, Insomnium, Omnium Gatherum, Swallow the Sun)
- Німеччина: найвідоміші дез-метал гурти Atrocity та Crematory зазнають впливу готік-металу.
- Іспанія: сцена характеризується великою різноманітністю гуртів. Першопрохідцями були Avulsed (відтоді лише цей гурт залишається активним), поряд з Necrophiliac, Unbounded Terror, Absorbed, Human Waste, Intoxication та Sacrophobia. Дуже багато гуртів з'явилося пізніше, зокрема Vidres A La Sang, Eczema, Human Mincer, Antropomorfia, Fermento, Scent Of Death, Unreal Overflows, Velocidad Absurda, The Moebius Curve, Wormed, Haemophagia, Mistweaver, Anvil of Doom, Irredemption, Kot, Bosshell Thunder, Canker, Dulcamara, Kubla Khan та інші.
- Україна: домінує брутальний дез та дезграйнд (Fleshgore, Mental Demise, Datura, Endocranial, Дідько Лисий).
- Польща: одна з молодих сцен, які вдихнули в дез-метал нові віяння. Найбільш відомі представники: Vader, Decapitated, Behemoth, Hate.
- Росія: Grenouer, Merlin, Mortem, Hieronymus Bosch.

### Північна Америка
- Сполучені Штати Америки:
  -  Флорида[4]: одна з найвідоміших сцен, в яку входять першопрохідці жанру — Death, Obituary, Morbid Angel, Atheist, Cannibal Corpse (з 1994 року), а також інші відомі гурти — Deicide, Cynic, Malevolent Creation, Nocturnus, Six Feet Under, Hate Eternal, Monstrosity. В даний час спостерігається занепад сцени через відсутність належного промоушену гуртів.[5]
  -  Каліфорнія: батьківщина іншого родоначальника жанру — гурту Possessed. З кінця 1980-х та протягом 1990-х років на цій сцені переважали важкі брутал-дез та дез-грайнд колективи, як, наприклад, Vile, Impaled, Deeds of Flesh, Disgorge, Autopsy[en], Terrorizer, Brain Drill.
- Канада:[6][7]: в останні роки спостерігається широке визнання цієї сцени у ЗМІ. Найбільш відомий гурт — Kataklysm, який відрізнявся своїми супершвидкісними бласт-бітами на ранньому етапі творчості (так званий «Northern Hyperblast», укр. «Північний гіпербласт»). Багато гуртів виконують технічний дез-метал: Cryptopsy, Gorguts, Martyr, Quo Vadis, Neuraxis.
- Мексика: присутні гурти різних напрямків, але найбільш відомі представники дез-грайнду (Aphses, Disgorge, Brujeria).